# Willy Naessens (1949)
Willy Naessens (31 januari 1949) is een Vlaams ondernemer, en bestuurder en voormalig voorzitter van voetbalclub SV Zulte Waregem.
Willy Naessens woont in Zulte. Hij had een naamgenoot in het nabijgelegen Wortegem-Petegem, die eveneens actief was in de sportwereld en in de Belgische Eerste Klasse van het voetbal als sponsor.

## Biografie
Naessens studeerde in 1971 in Kortrijk af als technisch ingenieur elektronica. Hij ging werken voor kabelmaatschappij Coditel, maar werkte ondertussen ook voor het bedrijf van zijn vader, waar hij in 1979 definitief ging werken. Hij werd zo CEO van het bedrijf Dakwerken Naessens. In 1983 stapte hij in de voetbalwereld als voorzitter van provinciale voetbalclub Zultse VV.
Onder zijn voorzitterschap klom de club op tot in de nationale reeksen. Toen voormalig eersteklasser KSV Waregem in vereffening ging, ontstond in 2001 fusieclub SV Zulte Waregem. Willy Naessens werd ook voorzitter van de fusieclub en onder zijn leiding klom de club op tot in de hoogste klasse.